# کوواچی (کرایوو)
کوواچی (به صربی: Kovači) یک منطقهٔ مسکونی در صربستان است که در کرالیفو واقع شده‌است. کوواچی ۱٬۲۹۷ نفر جمعیت دارد و ۲۵۹ متر بالاتر از سطح دریا واقع شده‌است.